# Robert Schörgenhofer
Robert Schörgenhofer (født 21. februar 1973) er en østrigsk fodbolddommer. Han har dømt internationalt under det internationale fodboldforbund FIFA siden 2007, hvor han er siden 2011 har været indrangeret som Premier development category 1-dommer, der er det næsthøjeste niveau for internationale dommere.
Han var blandt dommerne ved U21 EM 2011 i Danmark, hvor han dømte tre kampe. Heriblandt semifinalen mellem Schweiz og Tjekkiet, som Schweiz vandt 1-0 efter forlænget spilletid.

## Kampe med danske hold
- Den 11. juni 2011: U21 EM 2011: Danmark – Schweiz 0-1.